# 乌信天翁属
乌信天翁属（学名：Phoebetria）是信天翁科下的一个属。

## 下属物种
本属包括以下物种：
- Phoebetria fusca (Hilsenberg, 1822)
- 灰背信天翁 Phoebetria palpebrata (J.R.Forster, 1785)